# Šavle

Nákres šavle

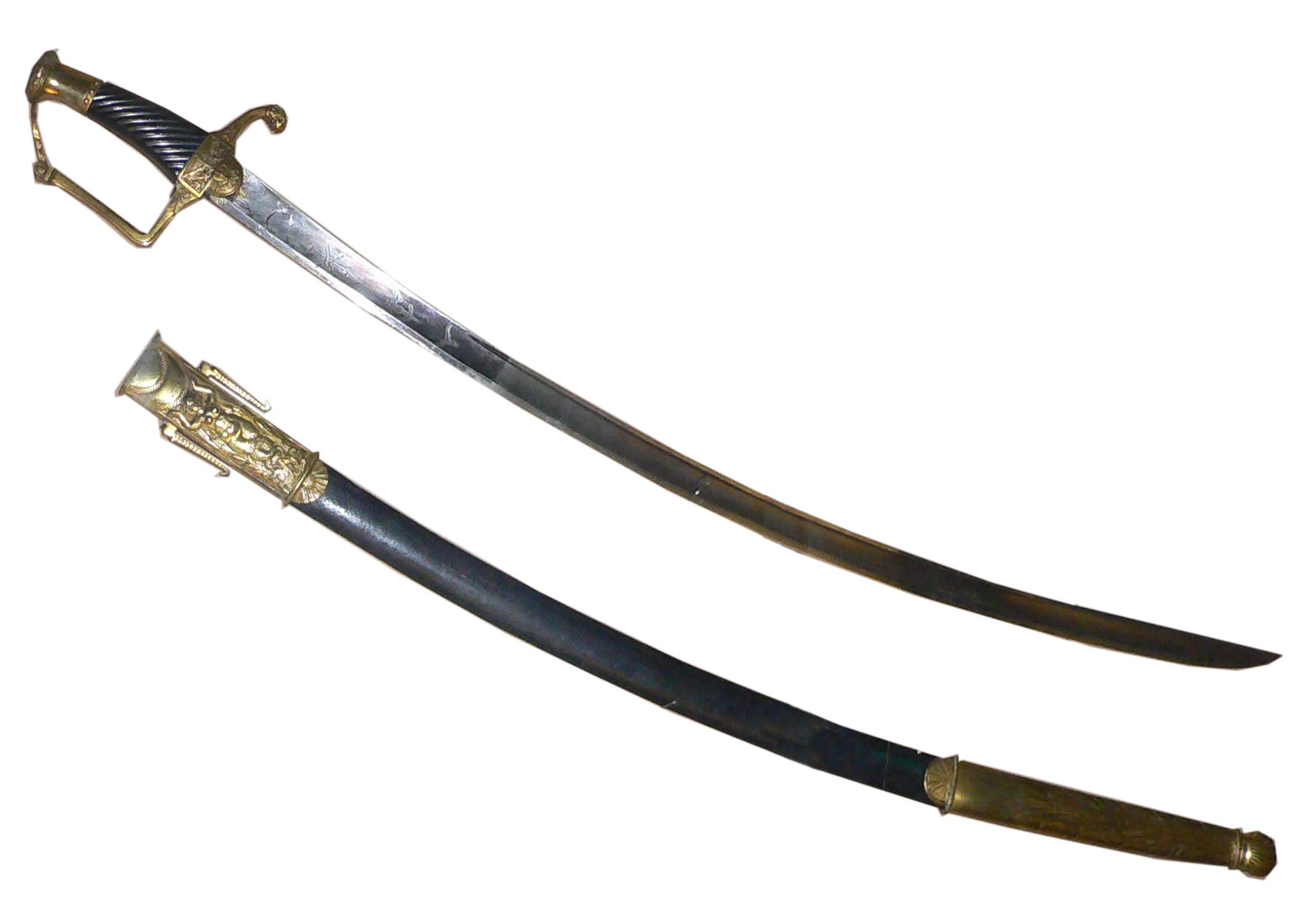
Francouzská šavle používaná námořními důstojníky v 19. století

Šavle (fr. sabre, it. sciabola) je lehká sečná zbraň obvykle zakřiveného tvaru s ostřím na jedné straně, může ale být i přímá a oboustranná. V historii byla velmi oblíbená a užívaná od středověku až po začátek 20. století.

## Etymologie
Pravděpodobně u většiny Slovanů zní toto slovo sabla (rusky sáblja, bulharsky sablja i sabja, srbochorvatsky sablja a slovinsky sablja). Tato podoba pochází z východu a vznikla již velmi dávno (ve staročeštině doloženo sablja už v 10. století) přejetím patrně z turkotatarského sab (srovnej kyrgyzské sapy ‘šavle’, turecké sap ‘jílec meče’) a zařazením do ženských ja-kmenů. Přesná předloha není známá, přímý pramen, takový název pro celou šavli, nebyl dosud nalezen. S epentetickým ruským l přejímáno dále na západ, v 15. století se objevuje v Čechách (první český doklad je z 1468) – asi přes polské szabla z ruského sáblja (starorusky sablja) – a u Němců (sebel, säbel, sewel, seibel, saibel, nyní Säbel), v 16. u Holanďanů, na počátku 17. u Francouzů (sabre), v polovině 17. u Španělů. Ze slovanštiny je asi i maďarské szablya, které někdy bývalo považováno za zdroj slovanského převzetí vzhledem k existenci slovesa szabni ‘řezat’.

## Historie
Historický původ šavle není zcela jasný. Nejpravděpodobnějšími vynálezci nejstaršího typu šavle jsou však turkické a mongolské kmeny. V Asii byla šavle během 6. století přejímána od kočovných Turkutů do Persie, poté co obě říše společně zničily stát Hefthalitů (tzv. bílých Hunů) a poté co získaly společnou hranici, se ze spojenců stali nepřátelé. V Persii šavle následně zdomácněla a jejím perským prototypem se stal šamšír. Šamšíry jsou typické výrazným zakřivením poměrně štíhlé čepele. Z Persie postupovala šavle dále do sousední Indie, kde dostala typickou rukojeť s terčovou hlavicí, do té doby v Indii užívanou pro indický rovný meč zvaný Khanda. Tato indická šavle nese název "talwar". Dále se šavle šířila postupem turkických kmenů, především Seldžuckých Turků, na Arabský poloostrov a do Anatolie. Odtud pak do celého islámského světa. 
Jiný postup šavle byl přes Chazarský kaganát a odtud skrze kočovné uherské kmeny, jež se odpojily od kaganátu, dále do Evropy, až do Panonie, kde se Uhři pod vedením Arpáda usadili po rozpadu Velkomoravské říše. Šavle užívané tehdejšími Maďary jako poboční zbraň (primární zbraní byl luk) byly sice jednosečné (jednostranně broušené), ale s poměrně rovnými čepelemi. Dále se šířily s turkickými kmeny kočovných Bulharů jižně na Balkán, a prostřednictvím Kumánů připojujících se k Uherskému království a k pohraničním oblastem Kyjevské Rusi, již se zavázali chránit. V těchto oblastech zůstala v užívání i nadále. Dále byla posílena její přítomnost vpády Mongolů ve 13. století, a dále následnickými tatarskými státy po rozštěpení Zlaté hordy. V Uhrách, které se v průběhu staletí značně poevropštily, proniká šavle opět za vpádu Osmanů (ti užívali především šavle typu kilič, která byla typická pérkem – rozšíření čepele u hrotu s osazením na tupé straně čepele, toto rozšíření čepele v poslední čtvrtině její délky mělo dodávat hrotu větší pádnost při seku, a tím i průraznost, Tataři jej nazývali yelmán, navíc byl jelmán broušen oboustranně, to kvůli sekům hrotem, jejž v bojových technikách Turci hojně využívali, aby se zakřiveným koncem čepele dostali za soupeřův kryt, a zasáhli tak hrotem nebo ostrým jelmánem soupeřovu ruku), především v 16. století. 
V té době je rozšířena také po celé Polsko-litevské říši, jíž připadla značná část bývalé Kyjevské Rusi. Zde zůstala šavle i nadále ve službách Kozáků i po Chmelnického povstání. Uherští husaři a polští huláni (původně Tataři ve službách polského krále) se pak stali vzorem lehké jízdy, kterou později využívaly i ostatní evropské armády, a tak pro své praktické využití jízdou získala šavle na popularitě i v zemích západní civilizace, včetně tehdejšího amerického kontinentu. Evropské šavle dostaly navíc ochranu záprstí svého nositele v podobě řetízku vedoucího od konce záštity na straně ostří až po hlavici na konci jílce. Dalším druhem ochrany pěsti před seky protivníka byl záštitný oblouk užívaný též u kordů a mečů novověku. Tak například vypadaly francouzské pěchotní šavle "briquet", jež měly celou rukojeť odlitou z bronzu, včetně záštitného oblouku, jenž v té době nahrazoval středověkou záštitu (což byla pouze příčka chránící ruku, u templářských mečů tak například tvořila rovněž symbol kříže). K záštitným obloukům bývaly někdy připojovány další úpony rozšiřující ochranu kolem zbytku nechráněné pěsti. 
Za Rakousko-Uherska pak převažovaly namísto záštitných oblouků ochranné koše, jež se odlišovaly od pouhého oblouku tím, že tvořily širší placatou ochranu pěsti. Tyto ochranné koše zůstaly šavlím i u současného sportovního šermu. Velmi rozšířená byla šavle v 19. století v době napoleonských válek.

## Současnost
Dnes je používána ve sportovnímu šermu a některými armádami (např. v armádě ČR je používána praporčíky a důstojníky ke slavnostním uniformám šavle vzor 24/200, která je téměř totožná s předválečnou čs. šavlí vzor 1924. Nějakou dobu byla šavle používána i jednotkou hradní stráže.)

## Sportovní šerm
Ve sportovním šermu je platný povrch omezen na trup, ruce a hlavu, platí zde tzv. právo útoku. Zásah je možné dát kontaktem zbraně s platným povrchem, a to jak seknutím (ostřím i rubem čepele), tak bodnutím (špičkou). Je zakázáno zasahovat košem (ochranou ruky). Takový přestupek je trestán žlutou kartou, stejně tak jako zkřížení nohou při pohybu vpřed či brzký start (před zazněním povelu "Vpřed!" od rozhodčího).